# Secondo Magni
Secondo Magni (Fucecchio, Toscana, 24 de marzo de 1912 – Larciano, 17 de agosto de 1997) fue un ciclista italiano que fue profesional entre 1932 y 1946, con una interrupción obligada por la Segunda Guerra Mundial entre 1942 y 1944. En su palmarés destaca una victoria de etapa al Giro de Italia de 1939, año en que trajo la maglia rosa durante una etapa.
Era el hermano grande del también ciclista Vittorio Magni.

## Palmarés
- 1932
  - 1º en el Giro de las Dos provincias de Prato
  - 1º en la Coppa Zucchi
- 1937
  - 1º en el Giro del Casentino
- 1938
  - 1º en el Giro del Veneto
  - 1º en el Tour de Umbría
  - 1º en la Coppa Ciudad de Busto Arsizio
  - Vencedor de tres etapas al Giro de los tres mares
- 1939
  - Vencedor de una etapa al Giro de Italia

### Resultados al Giro de Italia
- 1939. 12º de la clasificación general. Vencedor de una etapa
- 1940. 26º de la clasificación general